# ニューオリンズジャズ博物館
ニューオリンズジャズ博物館（ニューオリンズジャズはくぶつかん、英語: New Orleans Jazz Museum）は、ニューオリンズに在る音楽の博物館ですルイジアナ州は。元々は別々の博物館の収集品が、今はルイジアナ州立博物館に付属しています。ニューオリンズジャズ博物館は現在は、ルイジアナ州の歴史的フレンチクォーター地域の内、エスプラネード通り400番地に在るオールドユーエスミント旧造幣局の建物の中に在ります。

## 歴史
ニューオリンズジャズを記念する博物館の計画は、1950年代に、ニューオリンズジャズの収集家グループと、1949年に設立されたニューオリンズジャズクラブの愛好家達の協力によって始まりました。立役者達は、エドモンド“ドック”ソーチョン、マイラメンビィル、そしてヘレンアールトさんでした。博物館は館長にクレイワトソンさんを迎えて、1961年にフレンチクォーターのドュメイン通り1017番地にオープンしました。収集品は移動していますが、元々の場所はセントピエールホテルの一部として建物に在る記念斑と共に現在も維持されています。
1969年に、博物館はロイヤルソネスタホテルへ移転されました。1970年の初期にソネスタホテルの所有権が変わった為、その後1973年に博物館はコンタイ通りの833番地に移転されました。移転後直ぐに博物館は破産し、再び閉鎖されました。1977年9月15日に、ニューオリンズジャズ博物館の収集品全部がピープルオブルイジアに寄付され、ルイジアナ州立博物館のニューオリンズジャズクラブ収集品所有物となりました。1980年初期に、ドンマークィス管理職の元、ルイジアナ州立博物館のジャズ収集品展示会が、オールドユーエスミント旧造幣局館の二階にオープンしました。現在、ニューオリンズジャズ博物館はオールドユーエスミント旧造幣局館に恒久的に属しています。 

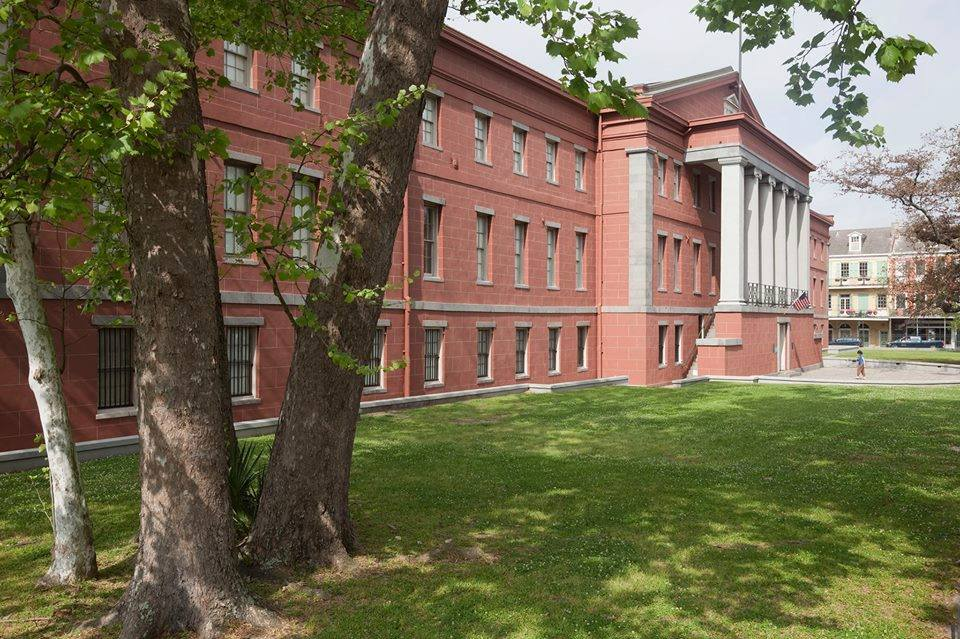
エスプラネード通りから見たオールドユーエスミント旧造幣局館の正面。これはニューオリンズジャズ博物館の現在地。

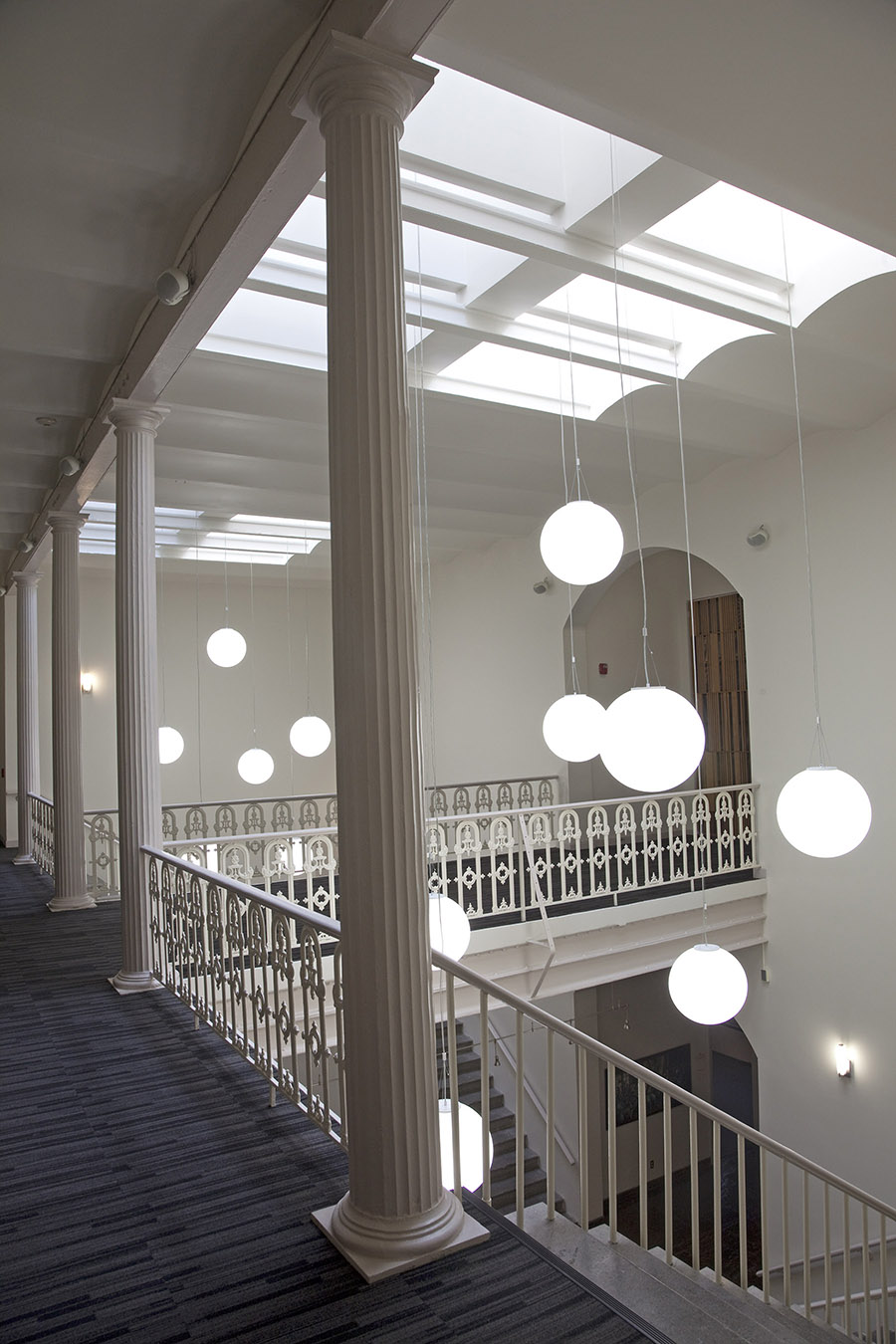
博物館内部

2005年 ハリケーンカトリーナの間に、オールドユーエスミント旧造幣局館とジャズ収集品のどちらも被害を受けました。2008年にオールドユーエスミント旧造幣局館が再開してからは、幾らかのニューオリンズジャズ博物館収集品だけが展示されています。今現在、旧造幣局館全体をニューオリンズジャズ博物館に一変させる試みが進行中です。

## 私達の使命
ニューオリンズジャズ博物館の使命は、活動的対話式の展示を通し、多様な世代への教育プログラム、研究施設と音楽演奏の雇用、全ての形式でジャズの歴史を祝福する事です。ニューオリンズジャズ博物館は、音楽家達や全ての言語の民族の音楽愛好家達へ多様な資源を提供する事により、ニューオリンズの文化的復活を高めます。ニューオリンズジャズ博物館は、ジャズ発祥の街からアメリカ真髄の音楽芸術形式を探究する事を探求します。ニューオリンズジャズ博物館の未来像は、ジャズの発祥地と言う完全な街でジャズの歴史を明らかにし楽しむ事です。
ニューオリンズジャズ博物館は、トレメ地区から世界中まで、音楽愛好家達を繋げる事に心から携わります。夢中にさせる対話式での訪問客の体験は、ジャズのお話しを伝える でしょう― それは、アフリカ祖先のアメリカ人達の発端、ニューオリンズ生まれ、文化的繋がり、芸術的表現、音楽的革新者達、そして世界的影響、それで聴衆達はこのアメリカの芸術形式を真に理解出来るのです。

## 現在

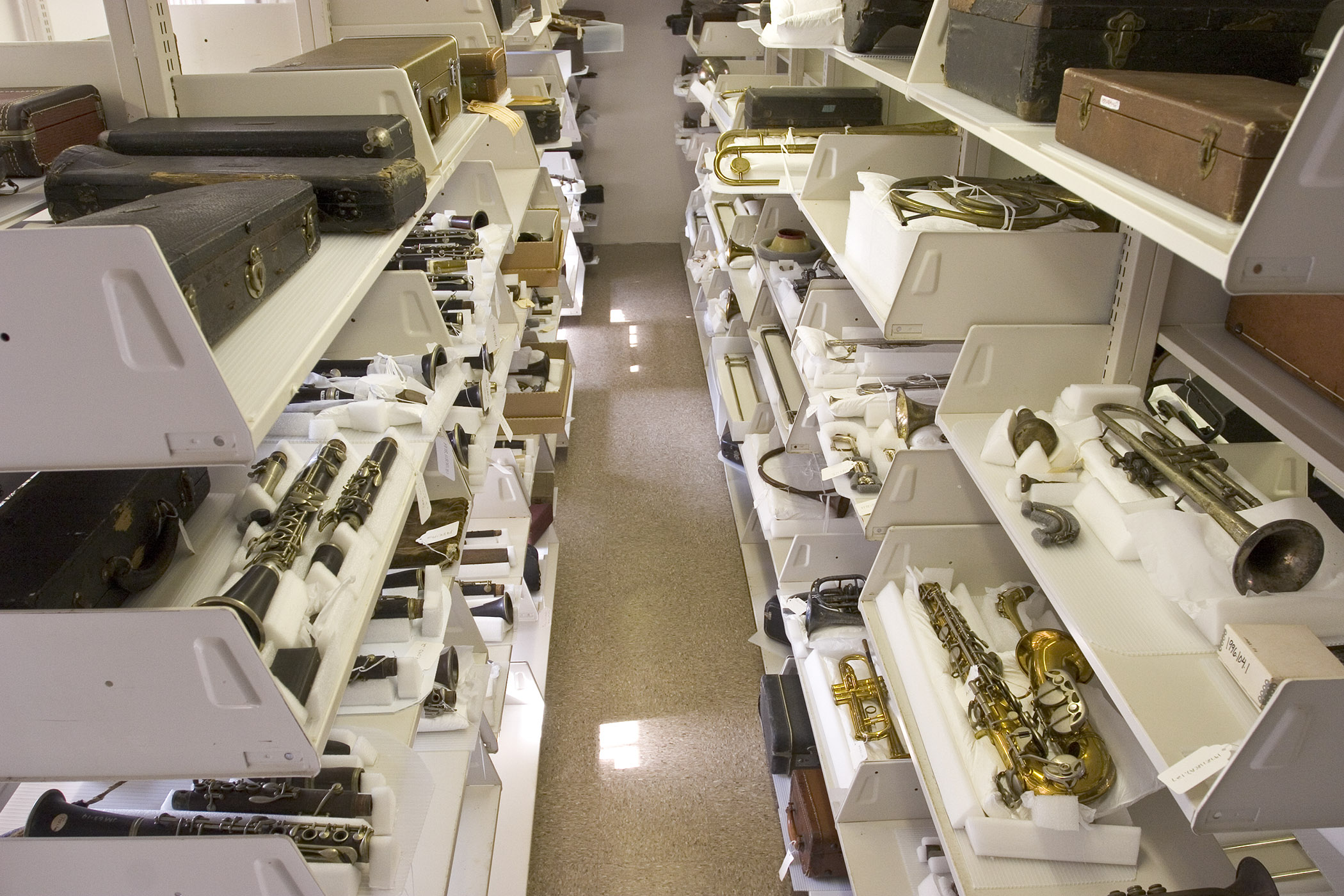
ニューオーリンズジャズ博物館の楽器コレクションの一部。

### 収集品
ルイアームストロングの最初のコルネット展示。ニューオリンズジャズ博物館の所有物です。ニューオリンズジャズ博物館の収集品は、世界的に有名なニューオリンズジャズクラブの収集品を含んでいます。ニューオリンズジャズクラブの物語により、何十年にも渡って集められました。収集品は、世界最大のジャズの楽器、秘蔵の出土品、写真、一時的な筆記物および印刷物を含んでいます。出土品の例は、ルイアームストロングの最初のコルネットから、1917年に作られた最初のジャズレコーディングデスクにまで及びます。ビックスバイダーベック、エドワード“キッド”オリイ、ジョージルイス、シドニーベシェ、そしてディズィーガレスピーなどの、ジャズの重要なジャズ界の巨匠達が所有し演奏したトランペット、コルネット、トロンボーン、クラリネット、そしてサキソホーンなどが、世界最大の楽器収集品に含まれています。
その他の収集した出土品は、ジャズ初期の12,000枚の写真、4000以上の1905年から1950年中間までの78rpmを含む多様な形式の録音、数千の12インチLPと45rpmレコード、そしておよそ1,400のリールトゥーリールテープ; ポスター、絵と印刷; 19世紀終わりのラグタイムから1940年と1950年の人気曲など数百の譜面 – 数多くはジャズスタンダードになった曲の第1版; 数百巻のコンサートやナイトクラブで撮影されたフィルム、お葬式、パレード、そしてフェスティバル; 百部の関連ある筆記物; そして重要なジャズ開催建物の建築部分。 
加えて、収集品は、予約で研究者に利用出来る、手紙、写真、そしてインタビューなどの研究材料も含まれています。

### 展示会
ニューオリンズジャズ博物館は、ニューオリンズでのジャズの発祥と歴史、その遺産と永続する関連に集中します。ニューオリンズジャズ博物館は、現在、交代の展示会シリーズを製作しており、その展示会場を拡大している過程です。将来的に展示会場は、訪問客オリエンテーションセンター、常置展示物用の主要展示会場、若者や家族への教育の為の教室、循環性の特別展示画廊、そしてゲストが彼らの独自なジャズ形式を創作したり分かち合う為の4つの相互性科学技術室を含む、合計がおよそ8,000スクエアーフィートになる予定です。

### 公演
ニューオリンズジャズ博物館は、三階にあるくつろげて魅力的な世界クラスの公演会場で定期的に進行中の公演シリーズ「ミュージックアットミント」を主催している本拠地です。そしてこれらの公演は、聴衆にジャズの深さや幅を教え、活気に満ちた有意義なジャズ博物館の進行中の活動を生中継します。ニューオリンズジャズ博物館は、フレンチクォーターフェスティバル、サッチモフェスティバル、ダウンリバーフェスティバル、クレオールトマトフェスティバル、インターナショナルギターフェスティバル、ダニーバーカーフェスティバル等の例年フェスティバルの場所でも在ります。

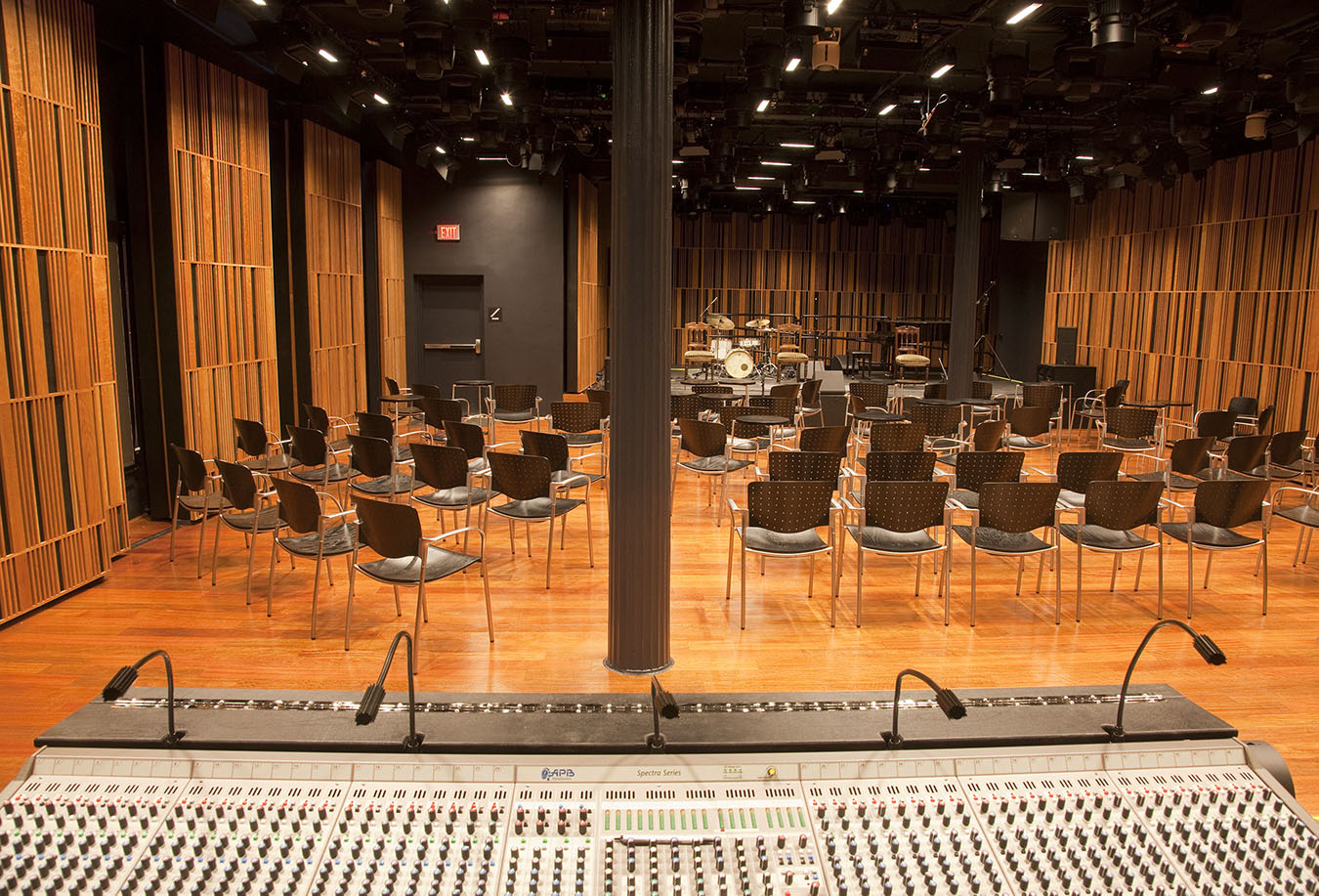
ニューオリンズジャズ博物館の実演会場

### 教育
オールドユーエスミント旧造幣局館のニューオリンズジャズ博物館は、多様な世代への教育プログラムの場でも在ります。学者達の為に、ニューオリンズジャズ博物館はルイジアナヒストリカルセンターを、通じて世界クラスの収集品と研究施設へのアクセスを提供します。加えて、ニューオリンズジャズ博物館は音声収集品ウェブサイトに連結し、国際的に認定されたジャズ収集へのアクセスを提供します。若者や家族の為に、ニューオリンズジャズ博物館には、音楽レッスン、楽器組み立ての研究会、ゲスト音楽家達からの外観評価、そして録音技術の指導等の教育プログラムがあります。これらの教育的主導権は、しばしば公演や作曲キャンプと憩いの場などを含むジャズ博物館の確立された学習目標を方向づけます。